# Godło Kałmucji

Godło Kałmucji przedstawia tzw. ułan załę a pod nią chadyg, w okręgu barwy złocisto - żółtej, który otoczony jest przez ludowy ornament zieg na błękitnym tle, a od dołu także przez rząd płatków białego lotosu. 
W górnej części godła znajduje się wyobrażenie dorin toołg – cztery złączone ze sobą koła.
Umieszczona w centralnej części godła tzw. ułan zała to rodzaj czerwonego frędzelka, którego noszenie na czapkach od 1437 r. było obowiązkiem Ojratów (przodków Kałmuków), nałożonym na nich przez władcę Togon-Tajszę, w celu odróżniania ich od innych nacji. 
Chadyg - biała wełniana wstęga o zastosowaniu liturgicznym w dominującej wśród Kałmuków religii – buddyzmie. Umieszczenie go w godle symbolizuje pokojowe zamiary i przyjazny stosunek do sąsiadów.
Dorin toołg to cztery połączone ze sobą koła (lub pierścienie), symbol używany wśród dawnych Ojratów, gdzie oznaczał związek czterech ojrackich plemion. Obecnie symbolizować ma też 4 strony świata. 
Okrągły kształt godła nawiązuje do buddyzmu, zaś lotos jest symbolem czystości, światłości, rozkwitu. 
Symbolika kolorów:
- barwa błękitna – oznacza wieczność, wolność i trwałość
- barwa żółta – barwa związana z wyznaniem, a także ze słońcem
- barwa biała – symbol pokoju i przyjaznego nastawienia do sąsiednich narodów.

Godło zostało wyłonione na drodze otwartego konkursu, zaś jego autorem jest artysta B. Erdnijew.
Godło zostało przyjęte 11 czerwca 1993 r.

## Godło Kałmucji w okresie Związku Radzieckiego

Godło Kałmuckiej ASRR

Obowiązujący za czasów Związku Radzieckiego symbol Kałmucji tj. ówczesnej Kałmuckiej ASRR w żaden sposób nie nawiązywał do specyfiki kraju. Był on nieznacznie zmienionym godłem Rosyjskiej FSRR, której część stanowiła Kałmucka ASRR. Godło to zawierało typowe elementy godeł republik związkowych ZSRR. W centralnym miejscu umieszczona była czerwona tarcza a na niej – złoty sierp i młot – symbol sojuszu robotniczo chłopskiego oraz najważniejszy element godła Związku Radzieckiego, a pod nimi - wschodzące słońce – mające wyrażać świt, początek nowej ery w życiu kraju. W górnej części tarczy znajdowały się litery PCФCP (skrót od Российская Советская Федеративная Социалистическая Республика – Rosyjska Federacyjna Socjalistyczna Republika Radziecka). Całość otoczona była przez wieniec złożony z 14 kłosów zboża. Umieszczenie symbolu zboża w godle z jednej strony podkreślało znaczenie rolnictwa, a zwłaszcza tych właśnie roślin dla gospodarki kraju oraz symbolizowało dobrobyt, a z drugiej – nawiązywało do graficznego wyglądu godła ZSRR. U góry, u zbiegu obu wieńców umieszczono czerwoną pięcioramienną gwiazdę - oznaczającą zwycięstwo komunizmu w pięciu częściach świata, natomiast u dołu, na czerwonej wstędze znajdowało się wezwanie do jedności proletariatu.
Modyfikacja ówczesnego kałmuckiego godła w stosunku do symbolu Rosyjskiej FSRR polegała na umieszczeniu na nim dwujęzycznego (rosyjskiego i kałmuckiego) napisu z częściowo skróconą nazwą kałmuckiej autonomii oraz dwujęzycznym wezwaniu do jedności proletariatu – Proletariusze wszystkich krajów, łączcie się! (w godle Rosyjskiej FSRR napis ten był tylko w wersji rosyjskojęzycznej).